# СКАТ+
СКАТ+ е български телевизионен канал.

## История
СКАТ+ е дъщерен канал на телевизия СКАТ. Каналът е регионален за Бургас. Предава се по кабел. От февруари 1995 до ноември 1997 г. излъчва ефирно за град Бургас на честотите на TV5 Europe, а от 1999 до 2002 г. в Поморие чрез предавателя на телевизия „RT+“. На 16 октомври 2007 г. ефирното излъчване в Поморие е подновено. След 2009 г. каналът предава само по кабелната мрежа по Южното Черноморие, макар че някои оператори разпространяват телевизията и във Варна.
От 2018 г. излъчва само повторения на предаванията на СКАТ.